# Sabre Squadrons
Un Escuadrón Sable en el Cuerpo Real de Blindados y en la  Caballería de la Casa Real (Household Cavalry) del Ejército Británico son escuadrones operacionales de tanques y otros vehículos blindados, contrarios a un escuadrón de apoyo. 
El término es igualmente utilizado para escuadrones operacionales del Servicio Aéreo Especial británico y de la Honorable Compañía de Artillería. El Regimiento de Servicio Aéreo Especial utiliza el mismo término para sus tres escuadrones. Asimismo ha sido usado por la Fuerza Delta del Ejército de los Estados Unidos.